# Akane Torikai
Akane Torikai (鳥飼茜), née en 1981 dans la préfecture d’Osaka, est une mangaka.

## Biographie
Née en 1981, elle s’intéresse, adolescente, aux mangas, et notamment à l’œuvre de Kyōko Okazaki. Elle est un temps l’assistante de Minoru Furuya, puis se lance en 2004 dans une carrière de mangaka, dans les pages d'un hors-série du magazine Bessatsu Shôjo Friend. Pendant quelques années, elle signe des histoires courtes, avant de commencer à publier sa première série en 2010, le seinen manga Ohayo Okaeri, comme scénariste et dessinatrice, dans les pages du magazine Morning two.
En 2013, elle fait un retour remarqué dans le monde du shōjo adulte avec Onna no ie (la maison des femmes) prépublié dans le magazine Be Love. 
En parallèle, elle lance une nouvelle série, particulièrement remarquée, dans le  Morning two  : Sensei no shiroi uso (titre en français : En proie au silence). Dans cette dernière œuvre, elle dépeint la misogynie et les violences sexuelles dans la société, en mettant en scène une femme qui essaie de se reconstruire après un viol, malgré la perte de confiance en elle, la remise en cause de sa féminité, la peur des hommes, etc.. La série fait réagir et, sur ses huit tomes, totalise près d’un million d’exemplaires vendus. 
Une de ses séries, Jigoku no Girlfriend, a été adaptée en drama sur Fuji Television.
Une autre de ses œuvres, prépubliée entre 2017 et 2018, pousse à l’extrême le modèle du matriarcat dans une dystopie, Mandarin jipushīkyatto no rōjō, dont la version française, publiée en février 2021 s'intitule Le siège des exilées.

## Œuvres
- Dramatic (ドラマチック, Doramachikku?)
- Wakattenai no Watashi Dake (わかってないのはわたしだけ?)
- Ohayô Okaeri (おはようおかえり?) (prépublié entre 2010 et 2013 dans le Monthly Morning Two, 5 vol.)
- Onna no Ie (おんなのいえ?) (prépublié entre 2012 et 2016 dans le BE・LOVE, 8 vol.)
- En proie au silence (先生の白い嘘, Sensei no shiroi uso?) (prépublié entre 2010 et 2013 dans le Monthly Morning Two, 8 vol. Version française par Akata)
- Jigoku no Girlfriend (地獄のガールフレンド, Jigoku no gārufurendo?) (prépublié entre 2010 et 2013 dans le Feel Young, 3 vol.)
- Romance Bôfu Iki (ロマンス暴風域, Romansu bōfū-iki?) (prépublié entre novembre 2016 et décembre 2018 dans le Weekly SPA !, 2 vol.)
- Zenryaku, Zenshin no Kimi (前略、前進の君?) (prépublié depuis 2015 dans le Maybe!)
- Le siège des exilées (Mandarin jipushīkyatto no rōjō, マンダリン・ジプシーキャットの籠城?) (prépublié entre 2017 et 2018 dans le Da Vinci. Version française par Akata publiée en février 2021)
- Manga Mitai na Koi Kudasai (漫画みたいな恋ください?) (2018, Chikuma Shobō)
- Saturn Return (サターンリターン, Satānritān?) (prépublié depuis janvier 2019 dans le Big Comic Spirits)
- Bad Baby wa Nakanai (バッドベイビーは泣かない) (prépublié depuis 2024 dans le Morning)